# ألكساندرا زاكاروفا
ألكساندرا زاكاروفا (الروسية: Александра Марковна Захарова) هي ممثلة روسية (وحملت سابقاً جنسية الاتحاد السوفيتي)، ولدت في 17 يونيو 1962 في موسكو في روسيا. من الجوائز التي نالتها فنان الشعب الروسي سنة 2001 سنة 2007 سنة 1996 سنة 2002 سنة 1995.

## جوائز
- فنان الشعب الروسي (2001)
- نيشان الشرف (2007)
- جائزة الدولة لروسيا الاتحادية [الإنجليزية]‏ (1996)
- جائزة الدولة لروسيا الاتحادية [الإنجليزية]‏ (2002)
- فنان الاستحقاق لروسيا الاتحادية [الإنجليزية]‏ (1995)

## وصلات خارجية
- الموقع الرسمي
- ألكساندرا زاكاروفا على موقع IMDb (الإنجليزية)
- ألكساندرا زاكاروفا على موقع قاعدة بيانات الفيلم (الإنجليزية)
- ألكساندرا زاكاروفا على موقع كينوبويسك (الروسية)